# Gymnopilus chrysopellus
Gymnopilus chrysopellus är en svampart som först beskrevs av Berk. & M.A. Curtis, och fick sitt nu gällande namn av William Alphonso Murrill 1913. Gymnopilus chrysopellus ingår i släktet Gymnopilus och familjen Strophariaceae.   Inga underarter finns listade i Catalogue of Life.